# أنينتو
بلدية أنينتو (بالإسبانية: Anento) هي بلدية تقع في مقاطعة سرقسطة التابعة لمنطقة أراغون شمال شرق إسبانيا.

## الديموغرافيا
بلغ عدد سكان بلدية أنينتو 133 نسمة عام 2011 (وفقاً للمعهد الوطني الإسباني للإحصاء).
| 73 | 102 | 117 | 176 | 153 | 135 | 133 |